# Kevaughn Atkinson
Kevaughn St. Michael Atkinson (* 11. November 1995) ist ein jamaikanischer Fußballspieler.

## Karriere
Atkinson kam zur Saison 2011/12 nach Österreich in die Reserve des USK Anif. Im April 2012 wechselte er zur ASV Salzburg. Nach der Saison 2011/12 verließ er Österreich wieder.
Im September 2016 kam er von der Sporting Central Academy nach Malta zum FC Mosta. Im selben Monat debütierte er in der Maltese Premier League, als er am siebten Spieltag der Saison 2016/17 gegen die Ħamrun Spartans in der 69. Minute für Dany Djoufack eingewechselt wurde. Bis Saisonende kam er zu sechs Einsätzen für Mosta, in denen er ohne Torerfolg blieb.
Zur Saison 2017/18 wechselte er zum Ligakonkurrenten FC St. Andrews. Im August 2017 erzielte er bei einem 3:2-Sieg gegen den FC Balzan seine ersten beiden Tore in der höchsten maltesischen Spielklasse. Bis Saisonende kam er zu 19 Einsätzen, in denen er fünf Tore erzielte. Nach 13 Spielen und sechs erzielten Toren in der Saison 2018/19 wurde er im Februar 2019 in die Slowakei an den FK Senica verliehen. Für Senica kam er bis Saisonende zu zwei Einsätzen in der Fortuna liga.
Im Juli 2019 wurde er ein zweites Mal verliehen, diesmal zurück nach Österreich an den Zweitligisten SC Austria Lustenau. Ohne Einsatz für Lustenau verließ er den Verein im Januar 2020 vorzeitig. Daraufhin kehrte er wieder nach St. Andrews zurück. Dort kam er allerdings bis Saisonende nie zum Einsatz.
Zur Saison 2020/21 wechselte er innerhalb der Liga zu Gżira United, das ihn allerdings direkt an den Ligakonkurrenten Senglea Athletics verlieh. Für Senglea absolvierte er bis zur Winterpause zwölf Spiele in der Premier League. Im Januar 2021 wurde er an den Zweitligisten Żebbuġ Rangers weiterverliehen. In Żebbuġ kam er bis zum COVID-bedingten Saisonabbruch achtmal zum Einsatz und erzielte dabei vier Tore. Zur Saison 2021/22 kehrte er wieder nach Gżira zurück.